# Don’t Ask Me Why
Don’t Ask Me Why – singel brytyjskiego duetu Eurythmics, wydany w 1989 roku.

## Ogólne informacje
Był to drugi singel z albumu We Too Are One. Piosenka ta osiągnęła największy sukces na listach przebojów ze wszystkich singli z płyty. Na stronie B singla, zależnie od wersji, wydane zostały piosenki „Rich Girl”, „Sylvia”, „We Two Are One” i „When the Day Goes Down”.

## Teledysk
Teledysk wyreżyserowała Sophie Muller. Całość przypomina niektóre sceny z filmu Blue Velvet Davida Lyncha. Okładka płyty to w rzeczywistości jedno z ujęć z tego wideoklipu.

## Pozycje na listach przebojów
| Kraj              | Pozycja |
| ----------------- | ------- |
| Wielka Brytania   | 25      |
| Stany Zjednoczone | 40      |
| Kanada            | 13      |
| Irlandia          | 17      |
| Niemcy            | 56      |
| Szwajcaria        | 30      |
| Holandia          | 45      |
| Włochy            | 16      |
| Australia         | 35      |